# Monte Tatamailau
Il Monte Tatamailau (2.963 m s.l.m.) è una montagna di Timor Est.

## Geografia
Il Tatamailau (nella lingua locale Tetum Foho Tatamailau) chiamato a volte Monte Ramelau, è la più alta montagna dello Stato di Timor Est e dell'intera Isola di Timor raggiungendo l'altezza massima di 2.963 m s.l.m.; in effetti, sotto la dominazione portoghese, il Tatamailau era considerato la vetta più alta dell'intero Impero Portoghese.
Il monte si trova a circa 70 km dalla capitale Dili nel distretto di Ermera.

## Curiosità
Il nome Tatamailau deriva da un'altra lingua locale, il Mambaí e significa "Nonno di/del tutto", mentre il termine Ramelau si riferisce al nome del massiccio della montagna.
Essendo Timor Est una nazione a maggioranza cattolica, la montagna è stata dedicata alla Vergine Maria ed è meta di un pellegrinaggio annuale che commemora l'Annunciazione della Beata Vergine Maria attorno al 25 marzo. Sulla cima della montagna inoltre è stata posta una statua alta 3 metri della Vergine Maria che viene dall'Italia e che fu eretta nel 1997 cioè quando Timor Est era ancora parte dell'Indonesia.